# Cuencas costeras entre Tilviche y Loa
Las cuencas costeras entra Tilviche y Loa es el ítem 018 del inventario de cuencas de Chile que reúne varias cuencas hidrográficas arreicas al oeste de la Pampa del Tamarugal, entre Pisagua y la desembocadura del río Loa.
(El nombre Tilviche es a veces escrito Tiliviche y otras veces Tiviliche.)
A partir de los años 70 se ha ampliado el concepto de cuenca hasta entender, ya en los primeros años del siglo XXI, una cuenca hidrográfica en lo que respecta a su definición espacial y funcional, como la unidad geopolítica y socioeconómica más apropiada y racional para el desarrollo integrado de los recursos de tierras y aguas asociados a la vegetación y en conjunto con los usuarios de nivel local y regional.: 17 

Las cuencas se ubican al oeste de la Pampa del Tamarugal

## Límites

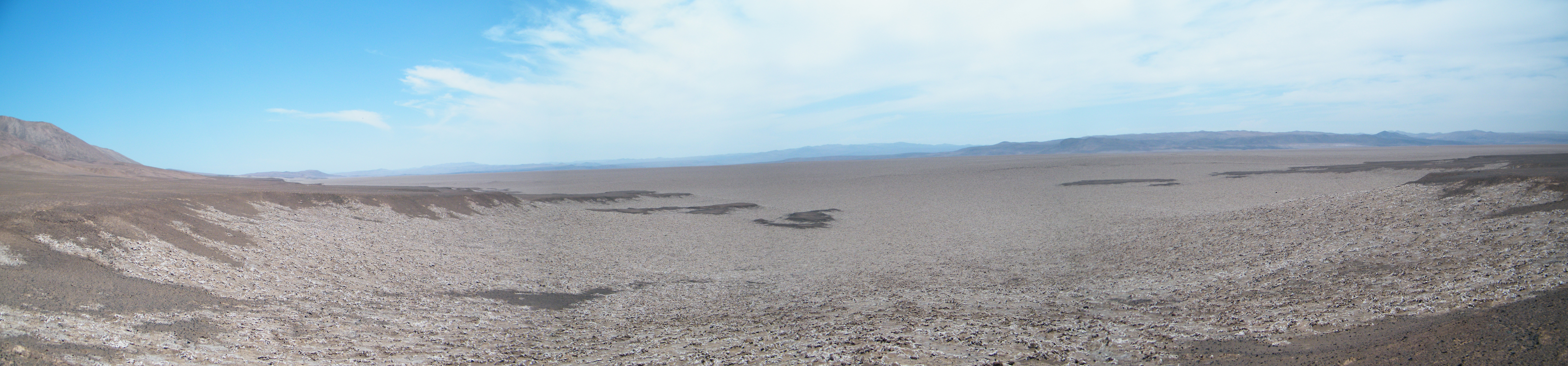
Salar Grande (costero), ubicado al sur del ítem.

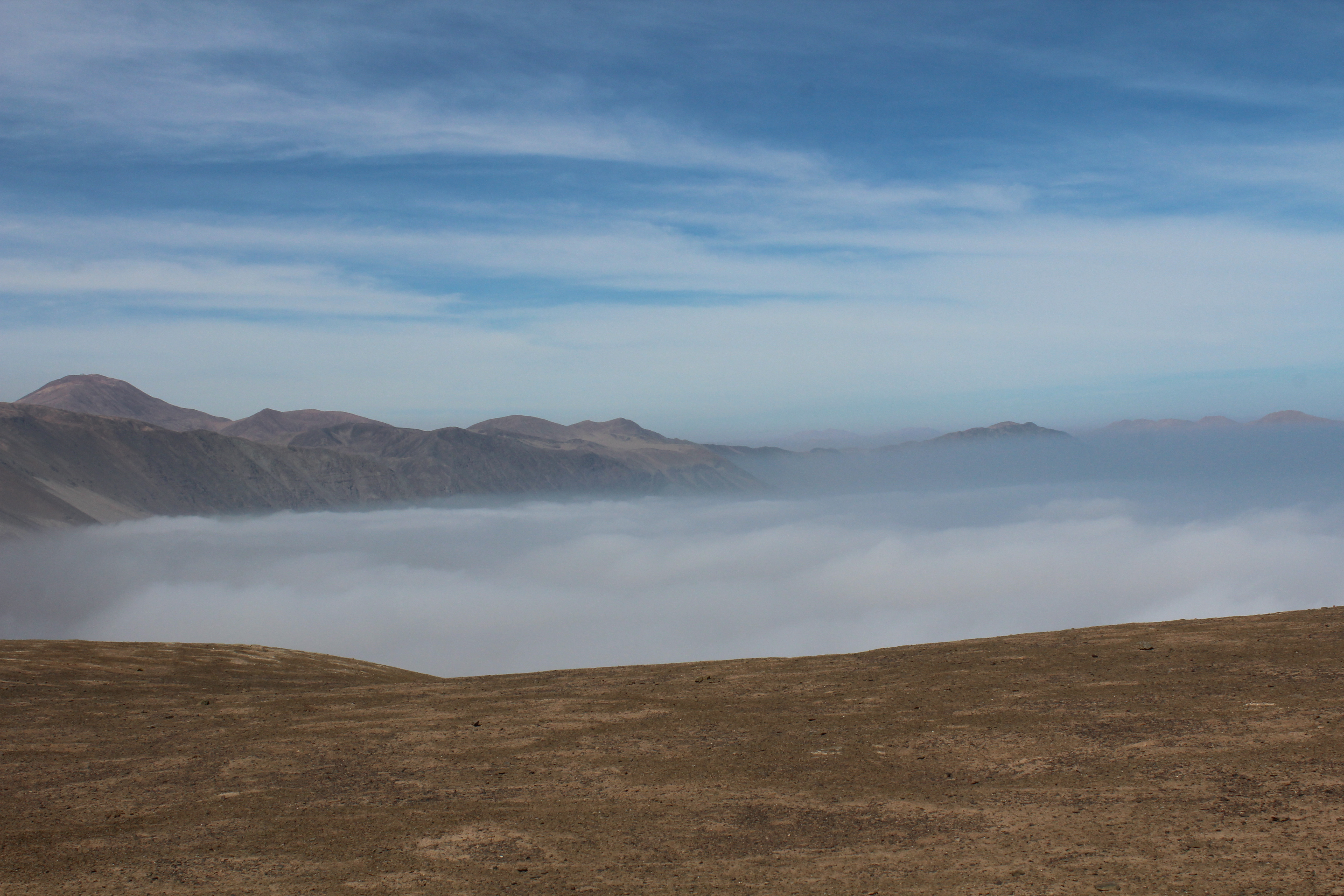
Niebla sobre Alto Patache.

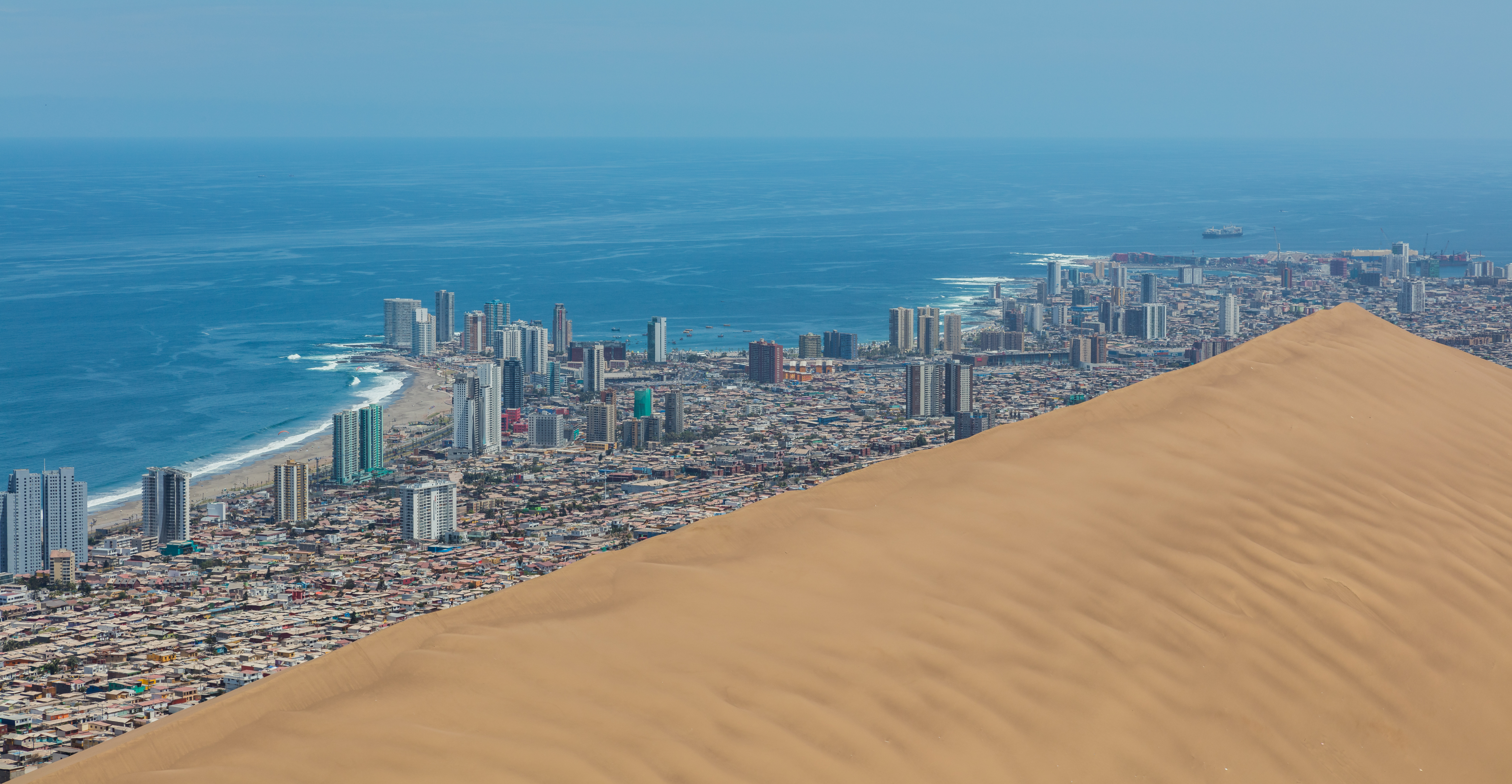
Vista de Iquique por encima de la duna Cerro Dragón.

Las cuencas limitan al este con la Pampa del Tamarugal, al oeste con el océano Pacífico, al norte alcanzan la divisoria de aguas con la cuenca de la quebrada de Tana (Tiliviche) y al sur con la divisoria de aguas con la cuenca del río Loa.

## Población
El sistema de información y monitoreo de biodiversidad del Ministerio del Medio Ambiente de Chile señala la siguiente distribución de la superficie de la cuenca entre las comunas (el porcentaje es de la cuenca):
| Región   | Provincia | Comuna        | Hectáreas   | Porcentaje |
| -------- | --------- | ------------- | ----------- | ---------- |
| Tarapacá |           |               | 583.953,954 | 99,868%    |
|          | Tamarugal |               | 317.321,224 | 54,269%    |
|          |           | Pozo Almonte  | 223.537,995 | 38,23%     |
|          |           | Huara         | 93.783,229  | 16,039%    |
|          | Iquique   |               | 266.632,73  | 45,6%      |
|          |           | Iquique       | 212.318,454 | 36,311%    |
|          |           | Alto Hospicio | 54.314,276  | 9,289%     |

En la zona, costera, se ubican importantes asentamientos humanos: la ciudad de Iquique, Alto Hospicio y Pisagua. Otros poblados son Pabellón de Pica, Chanavayita, Guanillos y Punta Patache. La zona no tiene escorrentía superficial y la población es abastecida por medio de cañerías que traen agua desde la Pampa del Tamarugal. El Mapa de la Pampa del Tamarugal de Luis Risopatrón muestra una cañería que va desde Pica hasta Iquique.

## Subdivisiones
La Dirección General de Aguas subdivide o reúne las cuencas de Chile acorde a las necesidades de estudio y gestión. Existen dos inventarios que han logrado ser aceptados como principales, el inventario de cuencas del Banco Nacional de Aguas (BNA) de 1978, de mayor uso, y el inventario de cuencas del Departamento de Administración de Recursos Hídricos (DARH) de 2014 de mejor cartografía que ha obligado a redefinir algunos límites, a veces con cambios mayores, pero también por algunas redefiniciones del concepto de subcuenca.
Bajo el BNA el código del ítem es 018 y con el DARH es 0105.
La subdivisión del BNA es como sigue:
| Cuenca                                                     | Subcuenca | Subsubcuenca | Aguas                                                         | Área drenaje km² | Observaciones |
| ---------------------------------------------------------- | --------- | ------------ | ------------------------------------------------------------- | ---------------- | ------------- |
| 018 Categoría:Cuencas costeras entre Tilviche y Loa (mapa) |           |              |                                                               |                  |               |
| 018                                                        | 0180      | 01800        | Costeras entre Quebrada Tilviche y Pampa Orcoma               | 327              |               |
| 018                                                        | 0181      | 01810        | Pampas Orcoma y Perdiz                                        | 916              |               |
| 018                                                        | 0182      | 01820        | Pampas El Carmen y De La Unión                                | 867              |               |
| 018                                                        | 0183      | 01830        | Salar de Soronal y Pampa Blanca                               | 1749             |               |
| 018                                                        | 0184      | 01840        | Pampa de Las Zorras y Salar Grande                            | 1989             |               |
| total:                                                     | 5         | 5            | Región: I (100%) / Tipo: Exorreica / Desemb.: Océano Pacífico | 5848             |               |

La disposición de cuencas en el inventario DARH es la siguiente:
| Código | Nombre                                               | Código en mapa                                       | Tipología de cuenca                                  | Vertiente de cuenca                                  | Origen de cuenca                                     | Temperatura media anual (C°)                         | Temperatura máxima (C°)                              | Temperatura mínima (C°)                              | Precipitación anual (mm)                             | Número de estaciones fluviométricas                  | Número de estaciones pluviométricas                  | Área (km²)                                           |
| ------ | ---------------------------------------------------- | ---------------------------------------------------- | ---------------------------------------------------- | ---------------------------------------------------- | ---------------------------------------------------- | ---------------------------------------------------- | ---------------------------------------------------- | ---------------------------------------------------- | ---------------------------------------------------- | ---------------------------------------------------- | ---------------------------------------------------- | ---------------------------------------------------- |
| 0105   | Cuencas Costeras Quebrada de Tana y Salar de Soronal | Cuencas Costeras Quebrada de Tana y Salar de Soronal | Cuencas Costeras Quebrada de Tana y Salar de Soronal | Cuencas Costeras Quebrada de Tana y Salar de Soronal | Cuencas Costeras Quebrada de Tana y Salar de Soronal | Cuencas Costeras Quebrada de Tana y Salar de Soronal | Cuencas Costeras Quebrada de Tana y Salar de Soronal | Cuencas Costeras Quebrada de Tana y Salar de Soronal | Cuencas Costeras Quebrada de Tana y Salar de Soronal | Cuencas Costeras Quebrada de Tana y Salar de Soronal | Cuencas Costeras Quebrada de Tana y Salar de Soronal | Cuencas Costeras Quebrada de Tana y Salar de Soronal |
| 010500 | Costeras bajo Quebrada de Tana                       | 0                                                    | Exorreica                                            | Pacífico                                             | Pluvial                                              | 16.1                                                 | 25.0                                                 | 8.3                                                  | 0.3                                                  | 0                                                    | 0                                                    | 339.1                                                |
| 010501 | Costeras entre Quebrada de Tana e Iquique            | 0                                                    | Exorreica                                            | Pacífico                                             | Pluvial                                              | 16.1                                                 | 25.1                                                 | 8.3                                                  | 0.5                                                  | 0                                                    | 0                                                    | 1023.0                                               |
| 010502 | Costeras Iquique                                     | 0                                                    | Exorreica                                            | Pacífico                                             | Pluvial                                              | 16.3                                                 | 25.2                                                 | 8.7                                                  | 0.3                                                  | 0                                                    | 1                                                    | 1185.2                                               |

## Hidrología
No tiene escurrimientos superficiales, pero son conocidos algunos afloramientos de agua en Iquique y Los Verdes que no han sido estudiados aún. La precipitación anual alcanza entre 0,7 a 5 mm/año. A ello debe agregarse la espesa niebla que cubre la costa y que permite cierta vegetación. Se han medido nieblas con una densidad de 1 a 10 l/m²/día.: 88 . 
Se han extendido Derechos de Aprovechamiento de Agua (DAA) por 27 l/s.: 89 .

### Red hidrográfica
Los cuerpos de agua considerados en esta categoría son:

### Humedales
El Ministerio del Medio Ambiente consigna en este ítem el humedal urbano Playa Blanca (HU-0004), ubicado directamente al sur de la ciudad puerto de Iquique. Es un humedal marino intermareal.

### Glaciares
El inventario público de glaciares de Chile 2022 no registra glaciares en estas cuencas.

### Desaladoras
Esta en proyecto la construcción de una planta desalinadora para uso minero en el Puerto Patache de Collahuasi, ubicado a 70 kilómetros al sur de la ciudad de Iquique con una capacidad de 1050 l/s.
En 2017 se inició la realización de un proyecto para la construcción de tres plantas desaladoras que entregarán un total de 30 mil litros de agua potable diarios que beneficiarán a los pescadores de los asentamientos de Río Seco, San Marcos y Chanavaya. localizadas al sur de Iquique.

## Clima

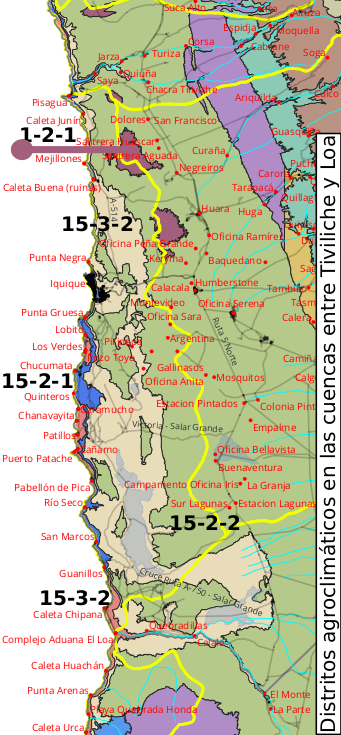
Distritos agroclimáticos en el ítem 018.

El Atlas agroclimático de Chile distingue 5 distritos agroclimáticos en el ítem 018:
- 15-2-2 Desierto con influencia marina y régimen de humedad xérico (BWnXe) con temperaturas entre un máximo de enero de 29,7 °C y un mínimo de julio de 6,8 °C. Tiene un promedio de 345 días consecutivos libres de heladas. En el año se registra un promedio de 1 helada. El período de temperaturas favorables a la actividad vegetativa dura 12 meses. Registra anualmente 2.875 días grado y 81 horas de frío acumuladas hasta el 31 de julio. La precipitación media anual es de 0 mm y un período seco de 12 meses, con un déficit hídrico de 2.065 mm/año. El período húmedo dura 0 meses durante los cuales se produce un excedente hídrico de 0 mm.
- 1-2-1 Desierto con influencia marina y régimen de humedad xérico(BWnXe) con temperaturas entre un máximo de enero de 28 °C y un mínimo de julio de 7,2 °C. Tiene un promedio de 345 días consecutivos libres de heladas. En el año se registra un promedio de 0 heladas. El período de temperaturas favorables a la actividad vegetativa dura 12 meses. Registra anualmente 2.589 días grado y 71 horas de frío acumuladas hasta el 31 de julio. La precipitación media anual es de 0 mm y un período seco de 12 meses, con un déficit hídrico de 1.954 mm/año. El período húmedo dura 0 meses durante los cuales se produce un excedente hídrico de 0 mm.
- 15-3-2 Desierto con influencia marina y régimen de humedad xérico (BWnXe) con temperaturas entre un máximo de enero de 27,7 °C (máx de 30,2 °C y mín de 23,6 °C dentro del distrito) y un mínimo de julio de 9,1 °C (máx de 10,5 °C y mín de 5,2 °C dentro del distrito). En todo el año no tiene heladas. El periodo de temperaturas favorables a la actividad vegetativa dura 12 meses. Registra anualmente 2.788 días grado y 12 horas de frío acumuladas hasta el 31 de julio. La precipitación media anual es de 2 mm y un periodo seco de 12 meses, con un déficit hídrico de 1.828 mm/año. El período húmedo dura 0 meses durante los cuales se produce un excedente hídrico de 0 mm.
- 15-2-1 Desierto con influencia marina y régimen de humedad xérico (BWnXe) con temperaturas entre un máximo de enero de 26,8 °C y un mínimo de julio de 12,9 °C. En todo el año no tiene heladas. El período de temperaturas favorables a la actividad vegetativa dura 12 meses. Registra anualmente 2.840 días grado y 0 horas de frío acumuladas hasta el 31 de julio. La precipitación media anual es de 0 mm y un período seco de 12 meses, con un déficit hídrico de 1.753 mm/año. El período húmedo dura 0 meses durante los cuales se produce un excedente hídrico de 0 mm.
- 15-3-1 Desierto con influencia marina y régimen de humedad xérico (BWnXe) con temperaturas entre un máximo de enero de 24,8 °C (máx de 27,1 °C y mín de 21,4 °C dentro del distrito) y un mínimo de julio de 10,4 °C (máx de 10,2 °C y mín de 7,8 °C dentro del distrito). En todo el año no tiene heladas. El periodo de temperaturas favorables a la actividad vegetativa dura 12 meses. Registra anualmente 2.487 días grado y 1 hora de frío acumulada hasta el 31 de julio. La precipitación media anual es de 10 mm y un periodo seco de 12 meses, con un déficit hídrico de 1.629 mm/año. El período húmedo dura 0 meses durante los cuales se produce un excedente hídrico de 0 mm.

Diagrama Walter Lieth para la ciudad de Iquique.

Los diagramas Walter Lieth muestran con un área azul los periodos en que las precipitaciones sobrepasan la cantidad de agua que el calor del sol evapora en el mismo lapso de tiempo, (un promedio de 10 °C mensuales evaporan 20 mm de agua caída) dejando un clima húmedo. Por el contrario, las zonas amarillas indican que durante ese tiempo el agua caída puede ser evaporada por el calor del sol. En Iquique no hay meses húmedos.

## Actividades económicas
La Zona Franca de Iquique es una importante fuente de riqueza para toda la región con importantes conexiones internacionales, que además posee un importante puerto y las actividades económicas de una gran ciudad-puerto.

## Áreas bajo protección oficial y conservación de la biodiversidad
- Area Marina Costera Protegida Mar de Pisagua
- Santuario de la naturaleza Oasis de Niebla Punta Gruesa[11]
- Santuario de la naturaleza Cerro Dragón